# بكالوريوس الطب والجراحة
بكالوريوس الطب والجراحة هي درجة علمية مهنية مدمجة في مجالي الطب والجراحة تُمنح لخريجي كليات الطب في جامعات الدول التي تتبع التقليد البريطاني، وهي أول درجة في سلم الدرجات العلمية للأطباء، بعد دراسة تتراوح بين 5 إلى 6 سنوات.
في البلدان التي تتبع التقليد الأمريكي، تعادل هذه الدرجة درجة «دكتور في الطب» (بالإنجليزية: Doctor of Medicine)‏، التي تُختصر إلى MD، ويُنظر إليها باعتبارها درجة دكتوراه مهنية.

## اختصار الاسم باللاتينية
يختصر اسم الدرجة العلمية إلى MBBCh، وهي اختصار للعبارة اللاتينية Medicinae Baccalaureus, Baccalaureus Chirurgiae، كما تُختصر بعدة طرق أخرى، منها MBBS ،MBChB ،MBBCh ،MBBChir(Cantab)،BMBCh(Oxon)،BMBS، وغيرها.

## الدول التي تمنح هذه الدرجة
تمنح هذه الدرجة كليات ومدارس الطب في الدول الآتية:
| - اليمن - الأردن - أستراليا - الإمارات العربية المتحدة - إندونيسيا - أوغندا - أيرلندا - باكستان - بابوا نيو غينيا - أوكرانيا | - باكستان - بنغلاديش - بوتسوانا - ترينداد وتوباغو - تنزانيا - جامايكا - جنوب أفريقيا - زامبيا - زيمبابوي - ساموا | - سريلانكا - السعودية - سنغافورة - السودان - سييراليون - الصين - العراق - غانا - غويانا | - فيجي - الكويت - كينيا - ليبيا - ماليزيا - مصر - المكسيك - ملاوي - المملكة المتحدة | - موريشيوس - ميانمار - نيبال - نيجيريا - نيوزيلندا - الهند - هونغ كونغ - المغرب - البحرين - بربادوس |